# 중국 여자 농구 국가대표팀
중국 여자 농구 국가대표팀(중국어: 中国国家女子篮球队)은 중화인민공화국의 여자 농구 국가대표팀이다. 

## 역대 성적

### 올림픽
- 1984년: 동메달
- 1988년: 6위
- 1992년: 은메달
- 1996년: 9위
- 2000년: 본선 진출 실패
- 2004년: 9위
- 2008년: 4위
- 2012년: 6위
- 2016년: 10위
- 2020년: 5위
- 2024년: 본선 진출

### FIBA 여자 월드컵
- 2022년: 준우승

### 아시안 게임
- 1974년: 동메달
- 1978년: 은메달
- 1982년: 금메달
- 1986년: 금메달
- 1990년: 은메달
- 1994년: 동메달
- 1998년: 은메달
- 2002년: 금메달
- 2006년: 금메달
- 2010년: 금메달
- 2014년: 은메달
- 2018년: 금메달
- 2022년: 금메달